# Maison Sandberg
La  maison Sandberg (finnois : Sandbergin talo) est un bâtiment de Style néo-Renaissance construit dans le quartier de Tammerkoski à Tampere en Finlande.

## Présentation